# Hoà Hội
Hoà Hội is een xã in het district Xuyên Mộc, een van de districten in de Vietnamese provincie Bà Rịa-Vũng Tàu.